# Tabanus aranti
Tabanus aranti är en tvåvingeart som beskrevs av John F. Hays 1961. Tabanus aranti ingår i släktet Tabanus och familjen bromsar. Inga underarter finns listade i Catalogue of Life.